# Natalia Baranovskaya
Natalia Hadjiloizou nacida como: Natalia Baranovskaya (en griego: Ναταλία Χατζηλοΐζου en bielorruso: Наталля Бараноўская, romanizado: Natallya Baranowskaya; en ruso: Наталья Барановская) (Vítebsk, Bielorrusia, 23 de marzo de 1979) es una nadadora nacida en Bielorrusia pero representante de Chipre retirada especializada en pruebas de estilo libre. Fue medalla de bronce mundial en la prueba de 200 metros libres en el Campeonato Mundial de Natación en Piscina Corta de 2000.
Representó a Bielorrusia en los Juegos Olímpicos de Atlanta 1996 y Sídney 2000, y a Chipre en los Juegos Olímpicos de Pekín 2008.

## Palmarés internacional
| Campeonato Mundial de Natación en Piscina Corta | Campeonato Mundial de Natación en Piscina Corta | Campeonato Mundial de Natación en Piscina Corta | Campeonato Mundial de Natación en Piscina Corta |
| Año                                             | Lugar                                           | Medalla                                         | Prueba                                          |
| ----------------------------------------------- | ----------------------------------------------- | ----------------------------------------------- | ----------------------------------------------- |
| 2000                                            | Atenas (Grecia)                                 | Medalla de bronce                               | 200 m libre                                     |